# 遊客紀念票
遊客紀念票（英文：Tourist Souvenir Ticket）（1983年—2000年）是一種供訪港遊客使用於搭乘地鐵的車票，由地下鐵路公司發行（於1988年至1997年間則與九廣鐵路公司聯合發行），現已停止使用。不同於一般通用儲值票用盡儲值後，出閘時就會收回，遊客紀念票於用盡儲值後將退回乘客留念。

## 歷史
- 1983年地鐵推出「遊客車票」（英文：Tourist Ticket），當時車票票值HK$15，只適用於乘搭地鐵，同時只限訪港遊客購買。
- 1988年12月1日，「遊客車票」開始通用於九廣鐵路（今港鐵東鐵綫）普通等（羅湖站除外）。
- 1992年3月1日，由當日起購買的「遊客車票」改名為「遊客紀念票」（英文：Tourist Souvenir Ticket），票價HK$25，票值HK$20，同時車票亦改為任何乘客均可購買。
- 1997年9月1日，因應八達通正式啟用，由當日起購買的「遊客紀念票」改為只適用於地鐵及購票日起60日內乘搭地鐵市區綫任何車程兩次，仍維持任何乘客均可購買，票價HK$30。
- 1998年6月22日，因應東涌綫通車，「遊客紀念票」改為恢復只限訪港遊客購買和使用。
- 2000年11月1日，因應「機場快綫遊客八達通」改為一張附有1程機場快綫單程車程、三天內無限次乘搭地鐵市區綫及HK$20可用儲值的八達通卡，售價HK$200，並擴展至在地鐵車站及機場快綫車站均有發售，及改為只售予遊客。同日起「遊客紀念票」停止發售。

## 曾推出款式
| 年份                              | 車票款式                                                                                     |
| --------------------------------- | -------------------------------------------------------------------------------------------- |
| 1983年—1986年                     | 香港日景（帆船）                                                                             |
| 1986年—1987年                     | 香港夜景（背面有一列都城嘉慕列車）                                                           |
| 1987年—1988年                     | 香港夜景（背面有三列都城嘉慕列車）                                                           |
| 1988年—1989年                     | 香港夜景（背面有三列都城嘉慕列車）（可同時適用於九廣鐵路）                                   |
| 1989年—1991年                     | 香港夜景（可同時適用於九廣鐵路）（背面是啡色磁底或廣告）                                     |
| 1991年（3月至12月）               | 香港日景                                                                                     |
| 1991年（12月）—1992年（3月）      | 香港燈飾節                                                                                   |
| 1992年（2月—6月）                 | 位於淺水灣之石雕（此時「遊客車票」被更名為「遊客紀念票」。）                                 |
| 1992年（6月—12月）                | 香江龍舟競渡鼓喧天                                                                           |
| 1992年12月起（不定期發售）        | 香港醉人港灣                                                                                 |
| 1994年（8月）—1995年（5月）       | 香港天壇大佛                                                                                 |
| 1995年（5月—8月）                 | 龍舟競渡在香江（圖畫）                                                                       |
| 1995年（8月—10月）                | 香港海洋公園                                                                                 |
| 1995年（11月）—1996年（1月）      | 逐浪香江（李麗珊）                                                                           |
| 1996年（2月）—1997年              | 1996香港食品節                                                                               |
| 1997年（6月—8月）                 | 盛放煙花，迎接燦爛97                                                                         |
| 1997年（8月）—1998年（5月）       | 機場快綫列車及啟德機場夜景（此時的「遊客紀念票」已改為只適用於乘搭地鐵市區綫任何車程兩次。） |
| 1998年（5月起不定期發售）         | 香港新貌                                                                                     |
| 1999年（3月—6月）                 | 香港欖球賽（中國對薩摩亞）                                                                   |
| 1999年（6月—12月）                | a）文武廟 b）香港禮賓府                                                                      |
| 1999年（12月）—2000年（10月31日） | 立法會大樓                                                                                   |

## 取代
在2000年11月1日，因應「機場快綫遊客八達通」改為一張附有1程機場快綫單程車程、三天內無限次乘搭地鐵市區綫及HK$20可用儲值的八達通卡，售價HK$200，並擴展至在地鐵車站及機場快綫車站均有發售，及改為只售予遊客。同日起「遊客紀念票」停止發售。